# De Trevey de Charmail

De Trevey de Charmail is een oorspronkelijk Frans geslacht waarvan een lid sinds 1839 behoorde tot de Nederlandse adel en welk 'adellijk geslacht' met hem in 1884 uitstierf.

## Geschiedenis
De stamreeks begint met Tannequin de Trevey, heer van Buffrède die omstreeks 1435 werd geboren. Een nazaat van hem, de officier in Franse dienst Jean de Trevey de Charmail (1757-1840), trouwde de Amsterdamse Johanna Jacoba Schumacher (1749-1807) en hij hertrouwde in 1815 met Maria Elisabeth Henriëtta Wilhelmina barones Roest van Alkemade, vrouwe van Werkendam en de Werken (1785-1851), lid van de familie Roest van Alkemade.
Een zoon uit het tweede huwelijk, Pierre Eugène Henri Marie baron de Trevey de Charmail (1816-1884) werd bij Koninklijk Besluit van 12 maart 1839 ingelijfd in de Nederlandse adel; hij trouwde in 1838 met jkvr. Mathilde Adelaide Marie Françoise de Pélichy de Lichtervelde (1815-1858) maar uit dit huwelijk werden geen kinderen geboren zodat met hem het adellijke geslacht uitstierf.

## Enkele telgen
Jean de Trevey, Baron de Charmail, trouwde in 1744 met Claire de Moreau
- Jean de Trevey, Baron de Charmail (1757-1840), garde du corps van Koning Lodewijk XVI, kap. cav., ridder in de Orde van de Heilige Lodewijk, trouwde eerst met Johanna Jacoba Schumacher (1749-1807) en later in 1815 met Maria Elisabeth Henriëtta Wilhelmina barones Roest van Alkemade, vrouwe van Werkendam en de Werken (1785-1851)
  - Pierre Eugène Henri Marie baron de Trevey de Charmail (1816-1884), kamerheer, in 1839 in de Nederlandse adel ingelijfd, trouwde in 1838 met jkvr. Mathilde Adelaide Marie Françoise de Pélichy (1815-1858)
  - Sophia Antoinette Maria Louisa de Trevey de Charmail (1825-1867), trouwde in 1846 met Théodule Joseph Rodriguez d'Evora y Vega, markies van Rodes, baron van Berlegem (1815-1883)